# Zăvoiu, Bihor
Zăvoiu este un sat în comuna Sâmbăta din județul Bihor, Crișana, România. În trwecut avea denumirea de Cârpeștii Mici. Acest nume s-a menținut pentru râul Cârpeștii Mici care trece prin localitate.

 Acest articol despre o localitate din județul Bihor este deocamdată un ciot. Puteți ajuta Wikipedia prin completarea lui.